# 도쿄 지하철 15000계 전동차
도쿄 지하철 15000계 전동차(일본어: 東京メトロ15000系電車)는 도쿄 지하철(도쿄 메트로) 도자이 선용 통근형 전동차이다. 2010년 5월 7일부터 영업 운행을 시작했으며 제조는 모두 히타치 제작소이다.

## 개요
도자이 선은 아침 러시아워의 혼잡이 심하여 그 때문에 열차 지연도 발생하는 등 큰 골칫거리였다. 이로 인해 각 역의 정차 시간을 단축하여 수송 개선에 유효한 차량을 도입하는 것을 검토하게 되었다.
이미 도쿄 메트로는 히비야 선에서 03계 5도어차(제09-28편성·양단 2량을 5도어차화)와 도자이 선에서 각 차량의 출입문 폭을 500mm 확장한 05계 와이드 도어차(제14-18편성)을 운행하고 있지만 출입문이 많은 차량 구조의 경우 도자이 선 운행 조건에는 부적합하여 와이드 도어차를 다시 도입하게 되었다. 05계 와이드 도어차는 1991년부터 1992년에 걸쳐 5개 편성을 도입한 적이 있고 와이드 도어 차량 도입은 이번이 약 18년 만이다.
특히 도자이 선에서 혼잡의 피크 시간에 운행하는 열차, 니시후나바시발 열차(B선 열차)에서 가야바초에 오전 8:00-8:30쯤에 도착하는 도쿄 메트로 소속 운행 열차 15개에 집중 도입하여 혼잡 완화를 시도할 예정이다. 여기에는 기존의 05계 와이드 도어차 5개와 맞추면서 검사 등의 예비차를 포함한 18개가 와이드 도어차가 될 예정으로 알려져 있다.
기본적으로는 05계 13차 차량 기준으로 10000계의 설계 사상을 채택했으며, "쾌적성이나 사용성의 향상" "재활용성 향상" "화재 대책 강화" "차체 강도의 향상" "코스트 다운 관리"를 컨셉으로 하고 있다.
15000계는 당초 05계 14차 도입분으로 계획되었지만, 유라쿠초 선·후쿠토신 선용 10000계의 사양을 채용하여 이 계열의 시리즈로 '15000계'를 발표하였다. 2009년도 말부터 2011년도에 걸쳐 10량 편성 13개가 제작·도입되어 05계 1차 도입분-4차 도입분(제14편성을 제외)의 교체를 완료했다.

## 차체 구조

### 외관
차체는 05계 13차 도입분 같은 알루미늄 합금제이며 구체 접합에 마찰 교반 접합(FSW)를 이용한 올 더블 스킨 구조를 채용하고 있다. 특히 차체 재료는 폐차시의 재활용성 향상을 도모하기 위해 알루미늄 합금 재질의 통일(단일 합금화)을 꾀하고 있다. 베리어 프리의 관점에서 바닥 높이는 1,140 mm로 억제하여 홈과의 단차를 축소시켰다.
게다가 차체 기둥은 강화된 더블 스킨 구조의 삼각형 단면으로, 지붕 구체에서 프레임까지 관통하여 차체 강도의 향상을 도모하고 만약의 충돌 사고시 안전성을 향상시키고 있다. 또한 와이드 도어차는 측면 개구부가 크기 때문에 차체 강도 저하가 우려되어 측구체의 육후화를 도모하는 등 기존 차량과 동등한 차체 강도를 확보했다.
차체 전면은 05계 8차 도입분 이후와 같은 세로 곡선을 기반으로 한 것이지만, 전면 창 밑 부분을 검정으로 하는 등 등화 주변은 플랫으로 했다. 전조등과 미등은 10000계와 같은 열쇠 구멍 형상으로 하며 그것을 가로형으로 배치한 것이다. 차량 전면에서는 관통로 기둥과 측면 부분을 알루미늄 부재의 3차원 깎는 가공으로 제작하여 프레임과 지붕 구체를 굳건하게 접합함으로써 강도의 향상을 도모하고 있다. 하부에는 선로 표지를 설치했다.
측면 노선 컬라(컬러링)는 일신하여 상부에 하늘색과 남색·백색의 3색 라인을, 하부에는 차체에 하늘색을, 출입문부에는 남색을 배치하고 이들의 접합부는 그라데이션장으로 처리하고 있다.
측면은 보이는 점에 따라 같은 05계 와이드 도어차에 가깝지만 승무원실 직후도 포함하여 모든 출입문 폭이 1,800 mm가 되고 있다는 점이 다르다. 이 때문에 선두차는 중간차보다 52cm 길어지고 있다. 와이드 도어의 구조상 출입문 사이 창은 개폐 가능한 1매 창만이 되기 때문에 도어포켓 창을 설치하고 있다. 또한 측면 차량 번호 표기는 차체 하부에 배치하고 있다.

### 실내

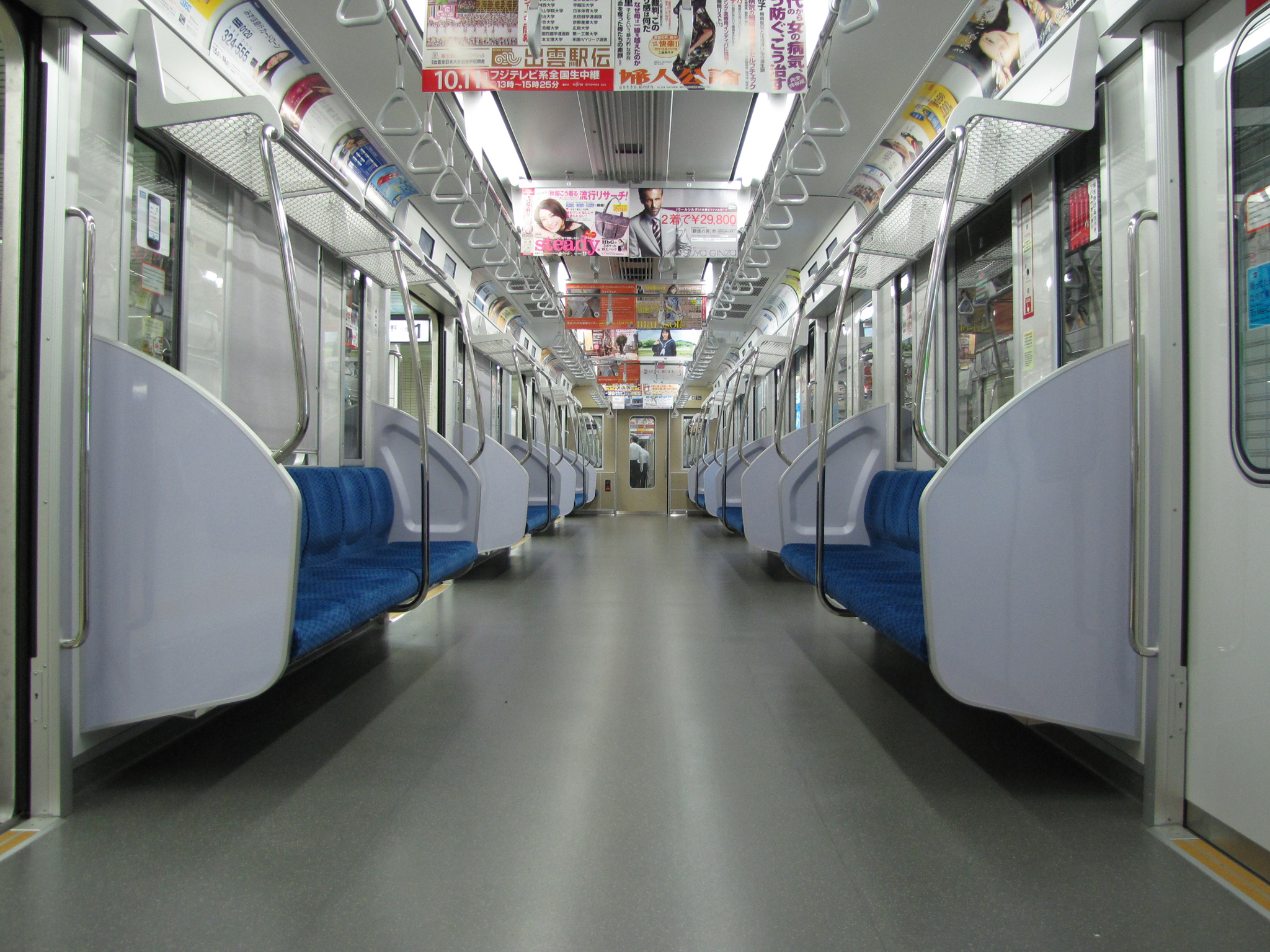
실내

실내는 기본적으로 05계 13차 도입분을 베이스로 한 것으로 되어 있는데, 인테리어 컬러를 변경했다.
측면 화장판은 라이트 그레이 계열을, 처면 벽은 나뭇결의 것을 채용했으며 소매 칸막이는 밝은 보라색을 썼다.

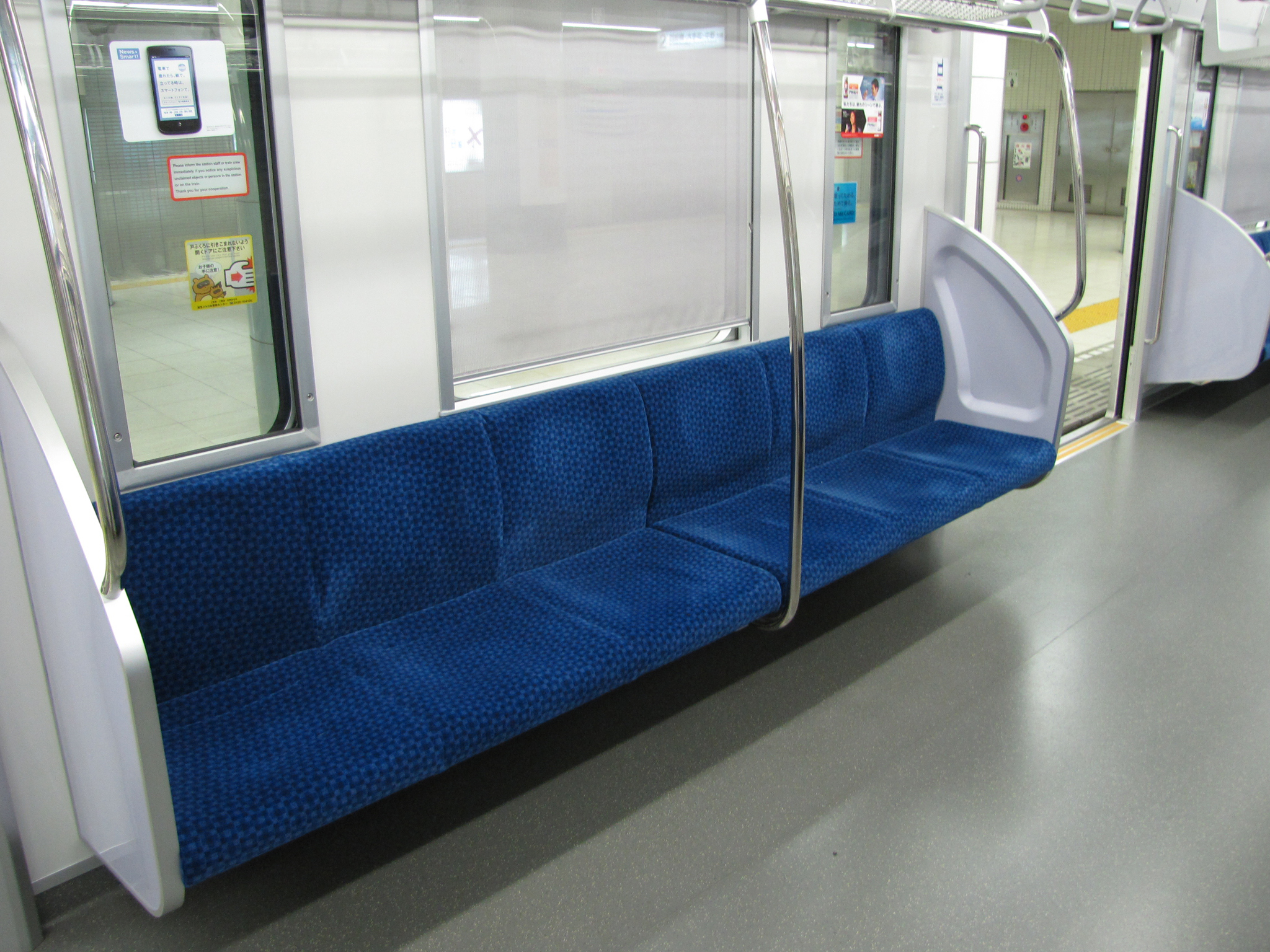
6인용 좌석

좌석 모켓은 짙은 파란색의 모켓으로 1인분의 폭은 460mm로 되어 있다. 와이드 도어 때문에 출입문 사이는 선두차의 승무원실 직후는 5명이고 나머지는 6명, 차량 단부는 2명으로 배치되고 있다. 6인용 좌석부에는 스탠션 폴(손잡이 봉)을 1개 설치했다. 휠체어 공간은 편성 중의 2호차와 9호차에 설치했다.
우선석부에서는 좌석 모켓을 밝은 청색으로 이곳의 소매 칸막이에 설치된 손잡이 봉은 주황색의 착색품을 사용했으며 손잡이는 일반적인 회색이 아닌 오렌지색 제품을 사용하고 있다. 더 나아가 손잡이 높이는 일반석 1,680 mm에서 1,580 mm로 낮추고 있으며, 우선석이 있는 차량 단부측의 선반 높이는 일반석 1,750 mm에서 1,700 mm로 사용 편리성의 향상을 도모하고 있다.
승객용 출입문은 실내 측도 치장판 마무리로 모든 출입문 개방 폭을 와이드 도어로 한 1,800 mm이다. 도어 엔진은 기존의 공기압식이며 닫힘 후 일정 시간 호폐력을 약화시키는 '호폐력 약화 기구'를 설치했다. 배리어 프리로 출입문 개폐 동작과 승강 촉진 버튼 조작시 빨간색이 점멸하는 '출입문 개폐 표시등'을 설치하고 출입구 의 바닥에는 황색의 출입구 식별 표시판을 설치했다. 출입문 챠임에 대해서도 10000계 등과 동일한 3점식으로 되었다.
냉방 장치는 미쓰비시 전기제의 집중식 가동률 제어 방식(ON/OFF제어 방식 CU768A형)에서 용량은 58.14 kW(50,000 kcal/h)이다. 장치는 기존 05계 13차 도입분과 동일하지만, 본 계열에서는 역 구내의 온도 상승을 막기 위해 역 정차 중 공조 장치의 폐열을 억제하는 기능을 추가하고 있다.

### 승객 안내 설비
차내 안내 표시기에는 10000계에서 실적이 있는 액정 디스플레이(LCD·TVIS) 방식을 채택하고, 각 출입문 위에 2화면을 설치했다. 표시 내용은 왼쪽으로 Tokyo Metro 비전의 광고 영상용, 우측은 여객에 행로·환승 안내 등에 사용한다.
각 전달 영상은 나카노 방면 선두차인 15000형(CT2) 미디어 중앙 장치내에서 정보 처리되어 각 차량에는 디지털 전송 후, 미디어 단말 장치에 기록되어 각 미디어 표시기(액정 화면)에 표시된다. 이 때문에 15000형(CT2)에는 송수신 장치가 탑재되어 거점 역에서 고속 무선 통신(밀리파)을 사용하여 광고 영상의 자동 갱신을 하고 운행 차질 등의 이상 시 휴대 전화 통신 회선(FOMA회선)을 사용하여 운행 정보 전송 기능을 설치하고 있다.

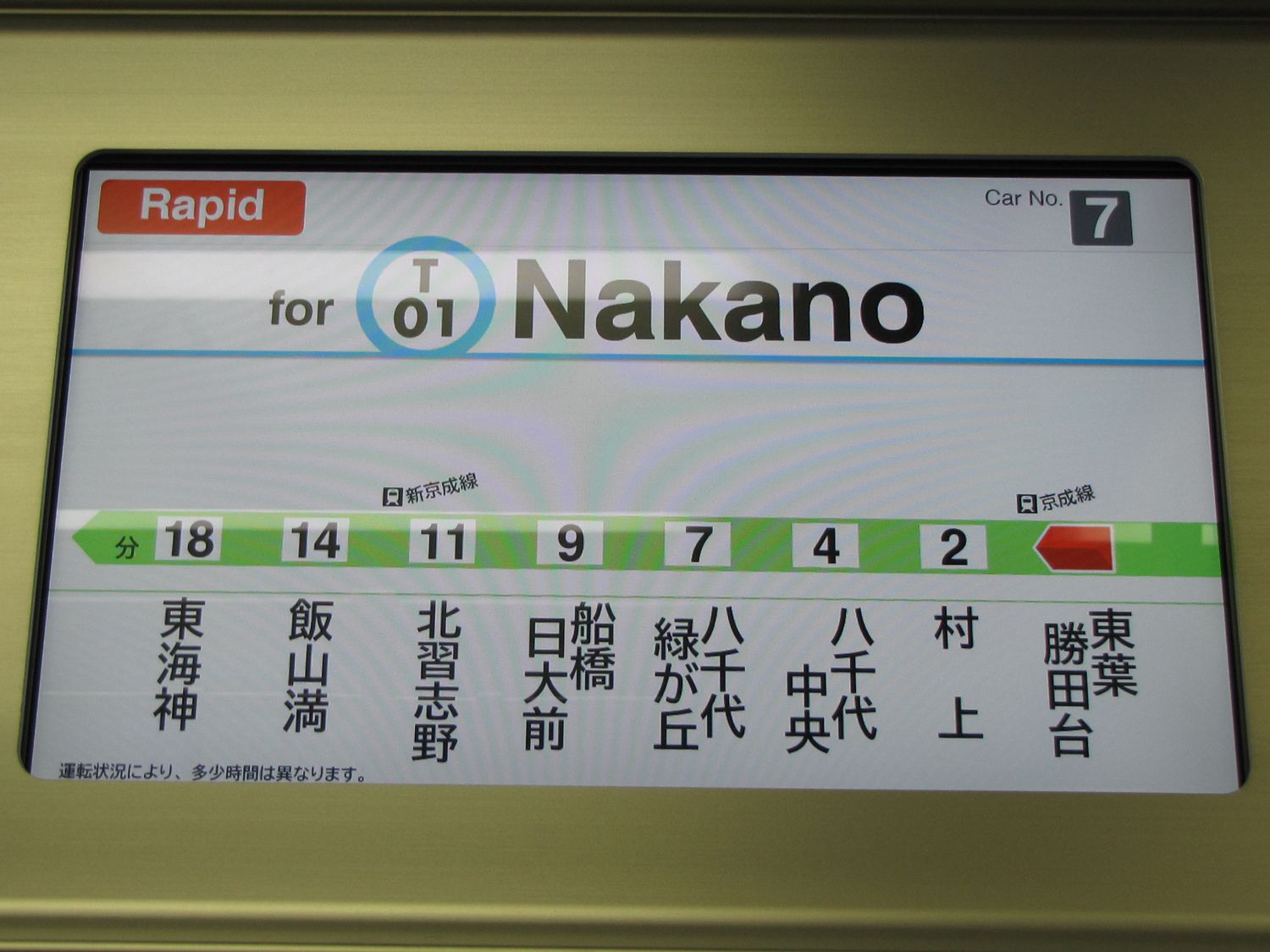
LCD에 의한 승객 안내의 예(정차역과 소요 시간)
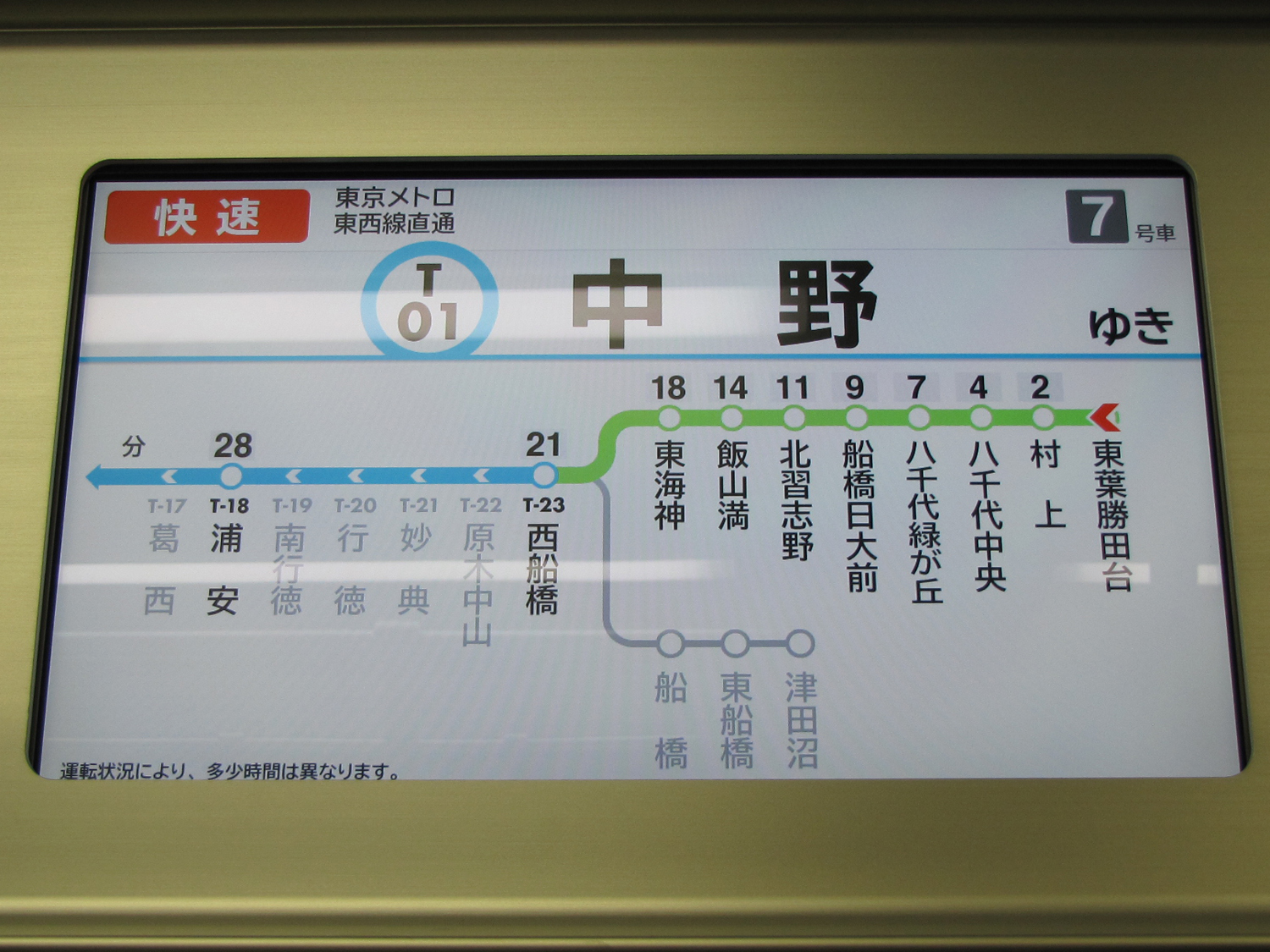
LCD에 의한 승객 안내의 예(노선도)

전면과 측면의 행선 표시기는 시인성 향상을 목적으로 기존 3색 LED방식에서 도쿄 메트로에서 최초 채용인 종별 표시부를 풀컬러 방식, 행선 표시부를 백색 LED 방식으로 했다. 이 스위치 표시기는 차량 제어 정보 관리 장치(TIS)에서 설정을 실시하여 TIS에서 보내는 '종별·노선·행선·다음 노선'의 각 코드 정보에 의해 '열차 종별+행선 표시'·'직결 운행 노선'을 3초마다 전환하여 표시하는 기능을 갖추었다.
서체에 대해서도 도쿄 메트로에서 처음으로 고딕체가 채용되었다. 05계에서는 통근 쾌속을 '통쾌', 도요 쾌속을 '도쾌'로 약자 표기했으나 본 계열에서는 '통근 쾌속' '도요 쾌속'이라 생략하지 않고 표기했다. 또한 본 계열에서는 B선(니시후나바시에서 나카노 방면)의 우등 열차로 통과역이 없어진 구간(쾌속은 도요초 이서, 통근 쾌속은 우라야스 이서)에 들어가면 종류는 무표시가 된다.

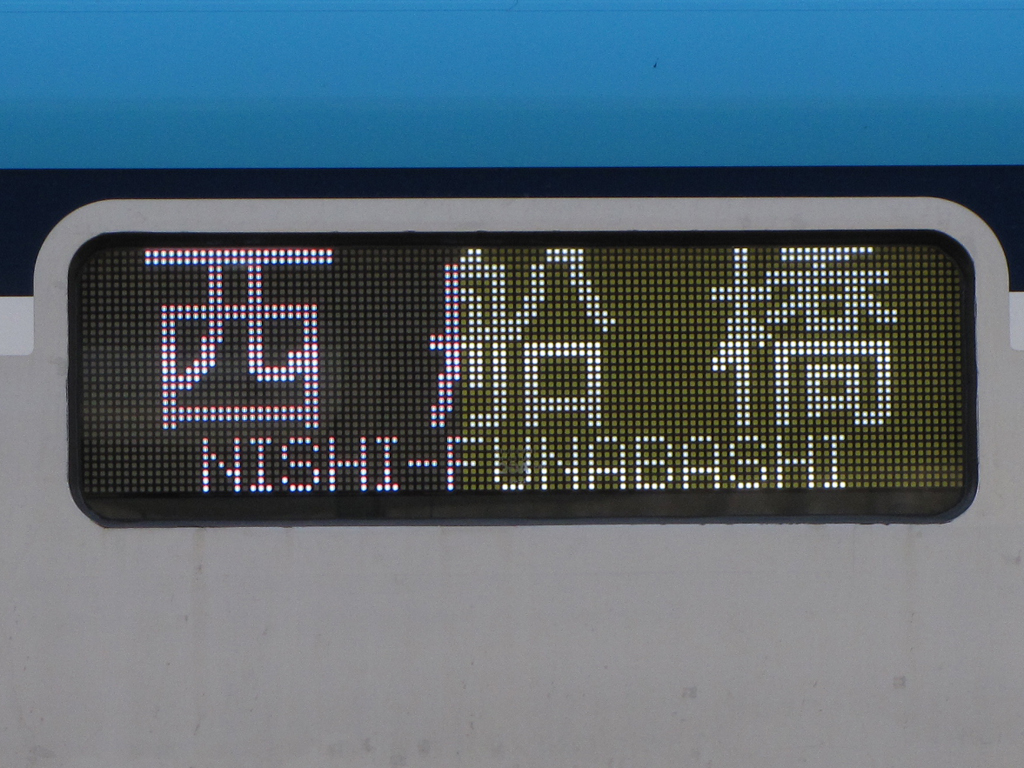
LED식 행선 표시기
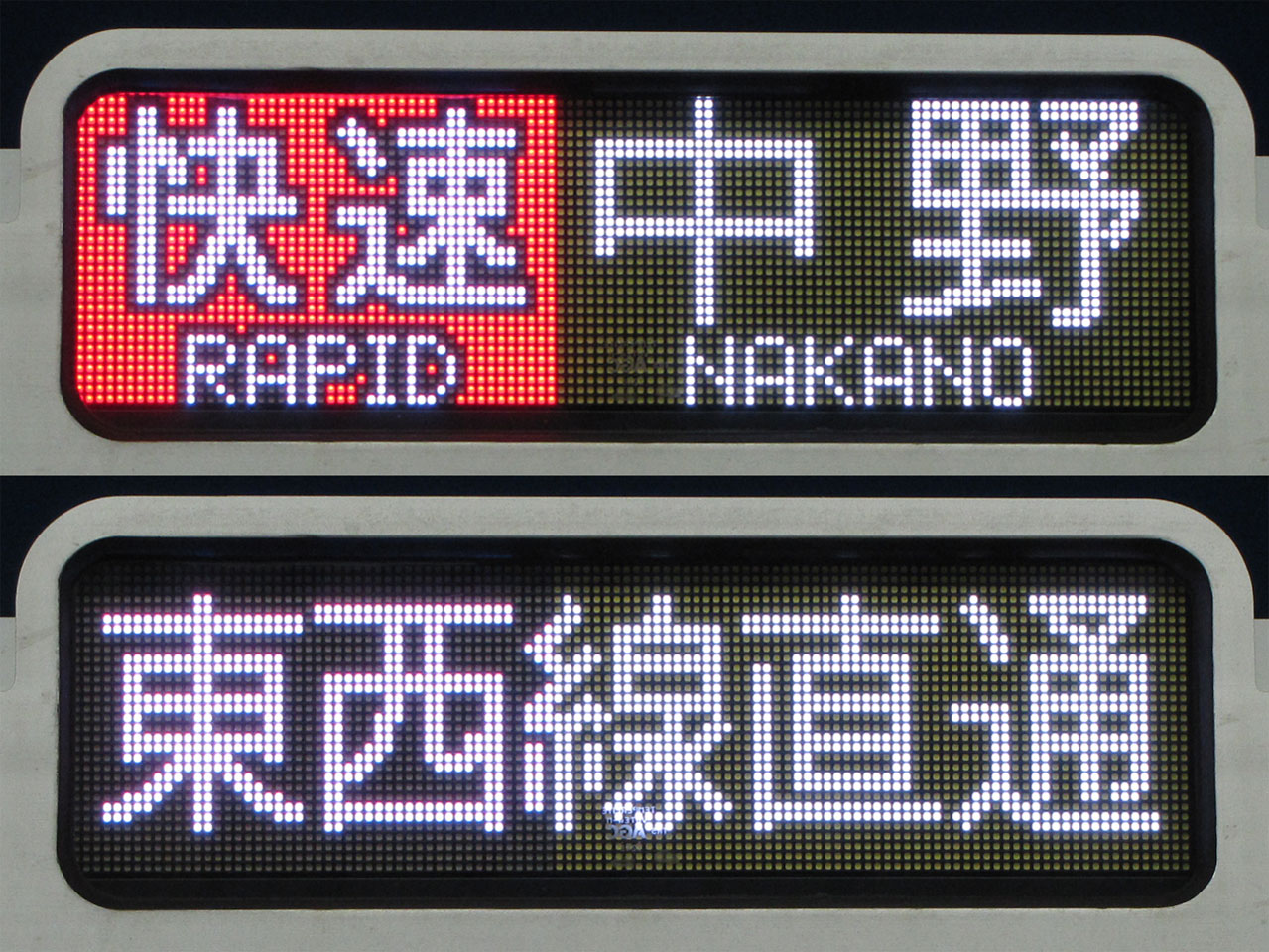
직결 운행하는 경우에는 직통편 노선과 교대로 표시된다

방송 장치에는 자동 방송 장치를 탑재하고 있으며, 차량 외부 안내용 스피커를 설치하고 있다.

### 승무원실

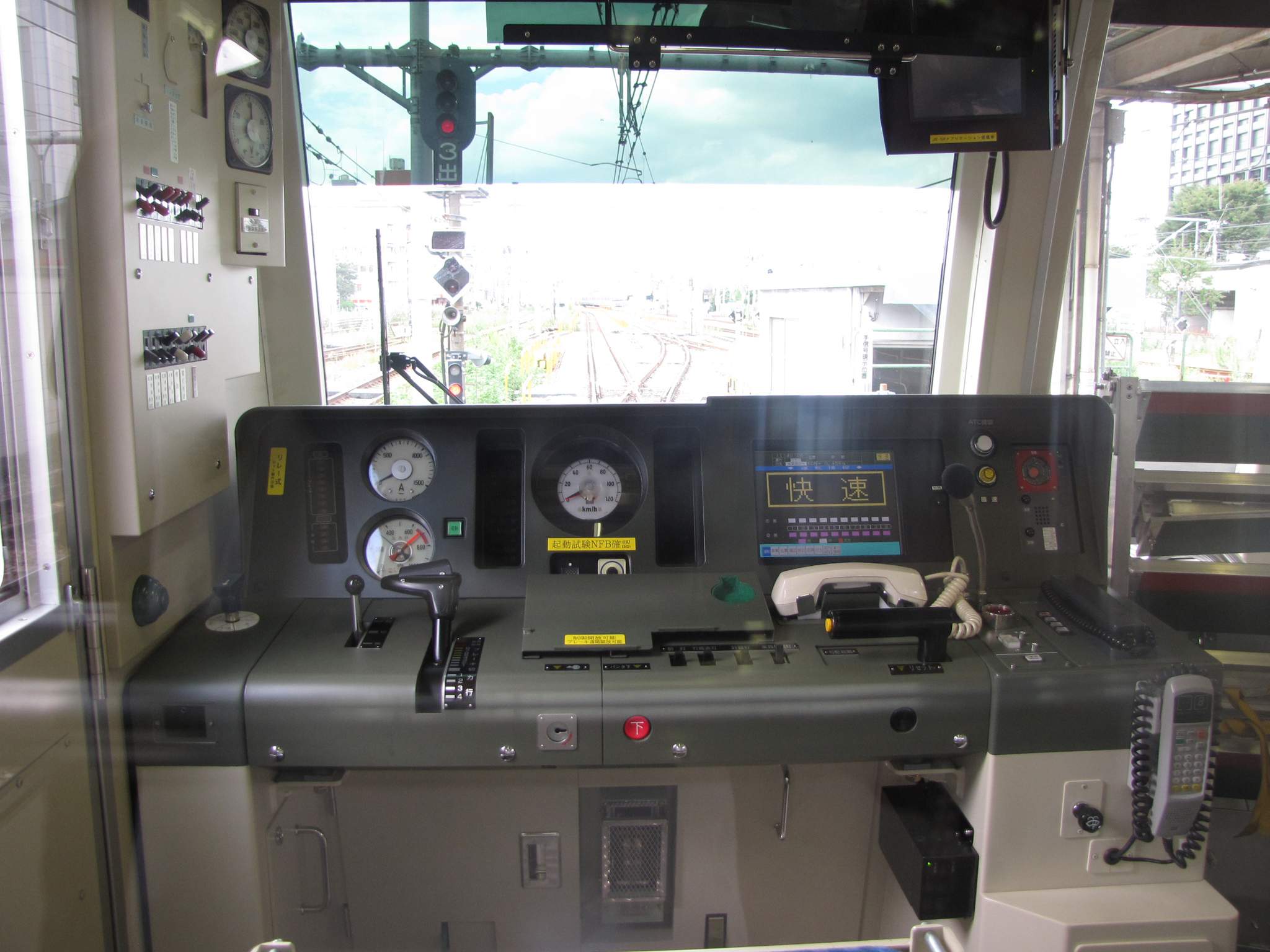
운전대

승무원실의 배치에 대해서는 승무원의 기기 취급성을 고려하여 05계 8차 도입분 이후와 같이 배치되어 있다. 마스콘 핸들은 왼손 조작식(역행 1-4 노치, 상용 제동 1-8 단, 비상)을 채용하고 손잡이 부분에 데드맨 레버를 넣고 있다. 또한 오른쪽 위에는 JR선에서 사용하는 디지털 열차 무선의 간이 모니터 표시기를 설치하고 있다.
승무원실과 객실의 칸막이에는 창이 3개소 있으며, 객실 측에서 볼 때 왼쪽부터 순서대로 대창, 승무원실 문, 가느다란 창이다 모두 투명 유리이다. 차광막은 대창, 승무원실 출입문 창에 설치했다.

### 주행 기기
주행 기기류는 기본적으로 10000계를 베이스로 하고 있지만 도자이 선에서는 직결 운행 구간을 포함해도 고속 성능이 필요 없어 기어비로 주전동기 출력 등을 변경하고 있다. 10량 편성 중의 MT비는 5M5T로 구성되고 있다.
제어 장치는 미쓰비시 전기의 IPM 방식 2레벨 IGBT 소자를 사용한 VVVF 인버터 제어 방식이다. 제어 방식은 1C4M 2군 또는 1C4M 1군 제어 방식이며 토크 제어는 PG 센서리스 벡터제어 방식을 채택하고, 순전기제동이 있다.
주전동기는 사양의 재검토를 실시함으로써 효율을 기존 92 %에서 95 %로 향상시키고, 또한 효율 향상에 의한 전동기의 발열을 감소하기 위해 출력은 여유를 둔 225 kW와 고출력화했다. 기어비는 101:14(7.79)로 높여 지하철 노선내에서 필요로 하는 주로 저속에서 중속역에서의 주전동기 효율 향상으로 차량 성능을 높일 수 있는 것으로 알려져 있다.
본 계열에서는 필터 리액터의 재질을 기존 알루미늄에서 전기 저항 값이 작은 구리로 교체하여 전기 손실을 약 41 % 저감했다. 청동은 알루미늄보다 중량이 약 2배로 증가하지만 전체적으로 에너지 절약 효과가 높다고 판단하여 채용한 것이었다.
덧붙여 본 계열의 주행 기기에는 긴자 선용 01계 제38편성에서 실용화 시험을 실시해 온 영구자석 동기전동기(PMSM)을 사용한 VVVF 인버터 제어 방식도 검토했지만 이 방식의 1,500 V용 시스템은 본 계열 제조시에 실용화되지 못해 기존의 유도전동기 방식이 채용되었다. 다만 본 계열에서는 기존의 유도전동기 방식을 고안함으로써 얼마나 에너지 절약화가 실현될지 도전하는 시스템이 되었다.
내용은 전술한 주전동기 사양의 재검토, 필터 리액터의 유형 변경, 또한 회생제동 성능 향상을 위한 각종 개량(에너지 절약 노치 곡선, 신이론 가선 전압 제한기의 채용, 점착 리미터 해제)을 실시하고 있고, 같은 편성 형태인 05계 11차 도입분 이후로 비교했을 때 차량 중량 차이를 감안해도 약 15 % 소비 전력 삭감이 실현되었다.
보조 전원 장치는 IGBT 소자를 사용한 도시바제 240 kVA 출력 정지형 인버터(SIV)를 채용하고 있다. 출력 전압은 3상 교류 440 V로 되어있어 고장시를 대비하여 15600형에는 급전을 실시하는 수급 전상을 설치했다.
집전 장치는 싱글암식 팬터그래프를 편성마다 5대 탑재한다. 공기 압축기(CP)는 미쓰비시 전기의 주변 기기 일체형 이동식 컴프레셔가 사용되고 있다. 이 CP는 소용량의 스크롤 컴프레셔 3대와 기동 장치나 제습 장치 등 주변 기기를 1개의 박스로 집약한 것으로, 저소음과 관리성에 뛰어난 것이었다.
대차는 모노 링크식 액슬 박스 지지 볼스터 대차를 채용했으며 10000계에 채용한 이 타입의 대차를 도자이 선 선형 조건에 맞춰 개량을 더한 것으로 형식은 10000계의 FS777형에 이은 FS778형(동력 대차는 FS778M형·부수 대차는 FS778T형·선두차용은 FS778CT형)이다. 제동은 유닛 제동을 사용한다.
보안 장치는 도자이 선내에서 사용하는 디지털 전송 방식의 신CS-ATC(차내 신호식), 도요 고속선내에서 사용하는 WS-ATC(지상 신호식)을 일체형 ATC 장치로 탑재하고 JR 주오 완행선 및 소부 완행선용 ATS-P형 장치를 탑재한다.

## 편성표
|           | ←주오·소부 완행선 쓰다누마·도요 고속철도 도요가쓰다다이·니시후나바시나카노·주오·소부 완행선 미타카→ |               |               |               |               |               |               |               |               |               |
| 형식      | 15100형 (CT1)                                                                                       | 15200형 (M1') | 15300형 (M2)  | 15400형 (T)   | 15500형 (Mc1) | 15600형 (Tc)  | 15700형 (T')  | 15800형 (M1)  | 15900형 (M2') | 15000형 (CT2) |
| 기기 배치 | | VVVF2         | SIV,CP,BT     |               | VVVF1,CP      |               |               | VVVF2         | SIV,CP,BT     |               |
| 차량 번호 | 15101 : 15113                                                                                       | 15201 : 15213 | 15301 : 15313 | 15401 : 15413 | 15501 : 15513 | 15601 : 15613 | 15701 : 15713 | 15801 : 15813 | 15901 : 15913 | 15001 : 15013 |

| 범례 - CT - (부수차) 제어차 - Mc - 간이 운전대 동력차 - Tc - 간이 운전대 부수차 - M - 중간 동력차 - T - 중간 부수차 | - VVVF1: 주제어장치(1C4M 1군) - VVVF2: 주제어장치(1C4M 2군) - SIV: 정지형 인버터 - CP: 공기압축기 - BT: 축전지 |
| 비고 - 팬터그래프는 15200형, 15800형에 2기, 15500형에는 1기를 탑재한다.                                             | |

## 현황
현재 운행 중인 차량은 가독성을 높이기 위해 굵은 글씨로 표시했다.
| 차호      | 도입 시기 | 운행 중단 시기 | 비고                                                                                 |
| --------- | --------- | -------------- | ------------------------------------------------------------------------------------ |
| 1501 편성 | 2010년    | 운행 중        |                                                                                      |
| 1502 편성 | 2010년    | 운행 중        |                                                                                      |
| 1503 편성 | 2010년    | 운행 중        |                                                                                      |
| 1504 편성 | 2010년    | 운행 중        |                                                                                      |
| 1505 편성 | 2010년    | 운행 중        |                                                                                      |
| 1506 편성 | 2010년    | 운행 중        |                                                                                      |
| 1507 편성 | 2011년    | 운행 중        |                                                                                      |
| 1508 편성 | 2011년    | 운행 중        |                                                                                      |
| 1509 편성 | 2011년    | 운행 중        |                                                                                      |
| 1510 편성 | 2011년    | 운행 중        |                                                                                      |
| 1511 편성 | 2011년    | 운행 중        |                                                                                      |
| 1512 편성 | 2011년    | 운행 중        |                                                                                      |
| 1513 편성 | 2011년    | 운행 중        |                                                                                      |
| 1514 편성 | 2017년    | 운행 중        | 이 편성은 도쿄 지하철 05계 전동차의 대차분이 아닌 증차분으로 도입된 유일한 편성이다. |
| 1515 편성 | 2017년    | 운행 중        | 이 편성은 도쿄 지하철 05계 전동차의 대차분이 아닌 증차분으로 도입된 유일한 편성이다. |
| 1516 편성 | 2017년    | 운행 중        | 이 편성은 도쿄 지하철 05계 전동차의 대차분이 아닌 증차분으로 도입된 유일한 편성이다. |

## 그 외의 내용
2010년 1월 9일에 TV 아사히 계열에서 방송된 TV 프로그램 『Directors TV 도쿄 메트로·야마노테 선·하네다 공항·나리타 공항 이외에 알려진 코드 50』에서 제작 중인 해당 차량의 일부가 공개되었다. 그 뒤 그 해 4월 5일 언론 공개되었다.